# 王字樓
王字樓位於四川省岳池縣，文物遺址年代判定為清代。2007年6月1日公佈為四川省第七批文物保護單位。